# René Kotrík
René Kotrík (Bojnice, 14 marzo 1996) è un calciatore slovacco, centrocampista del Baník L.p.V.

## Caratteristiche tecniche
È un mediano.

## Carriera

### Club
Cresciuto nelle giovanili del Nitra, ha esordito in prima squadra il 31 ottobre 2013 in occasione del match di Superliga perso 1-0 contro il DAC Dunajská Streda.